# 中国法律史
中國法制史是指中国法律及相关制度发展的历史，是法制史研究的一个分支。中國古代法律名目繁多，如西晋有《晋令》，南北朝有《梁令》，隋朝的《開皇律》、《大业令》，唐初有《贞观令》，宋代頒行《天圣令》等，各朝重視的法律形式亦不相同。
中国法律思想史（legal thoughts in Chinese history）是关于中国的法律思想史。法律离不开政治，因而中国法律思想史同以国家政权为核心的中国政治思想史的联系尤为密切。

## 先秦时期
夏、商、西周时代，神权法思想指导宗法进行统治，最为突出的代表人物为周公，要求量刑分眚与非眚、非终和惟终。春秋时期革新代表有管仲、子产、邓析，托名之作《管子》体现了这些革新家的法律思想；战国时代，百家争鸣，儒家代表为孔子、孟子。其他各家几乎无不反对维护礼治的儒家。以墨翟为代表的墨家最早反对，主持兼相爱、交相利，要求赏当贤、罚当暴，反对任人唯亲的宗法世袭制。道家中的老聃认为法为自然，是人之道、天之道，反对儒家的“礼”和法家的“法”等人定法。道家的后继者庄周鼓吹法律虚无主义。儒家的主要对立面是法家，代表为李悝、商鞅、慎到、申不害和韩非。法家强调法律的客观、公平和一致性，重视法律的强制作用，轻视礼的感化效果。战国末期荀况隆礼重法。

## 秦至明末
秦始皇重视法管，漠视法学。西汉初期，为发展经济，挖掘战国中期流行的黄老思想，产生黄老学派，结合道家、法家，主张约法省刑、休养生息。汉武帝朝，董仲舒融合儒、道、法，罢黜百家，独尊儒术，形成了学术正统。西汉中期，《春秋》决狱。东汉马融曾注汉律，晋代杜预、张斐又注晋律，聚徒讲授。汉、唐以来桓谭、王充、柳宗元谴责司法时令说，主张朴素唯物主义。明代丘濬总结前代法律思想，著《大学衍义补》，朱熹更是集理学于大成。作为政府，唐初集律学大成，出版《唐律疏议》；明发行《明律集解附例》。明末，资本主义萌芽，王夫之、黄宗羲、顾炎武和唐甄主张以世界之法取代一家之法，以工商皆本取代重农抑商。
中國法制史可追溯自夏朝法律制度，但多是后人的臆断或揣测，如“夏后氏之王天下也，则五刑之属三千”等说法。
周朝实行诸侯分封制，宗法制是周代分封制的基础，依血缘关系来决定继承权的制度，建立起众多诸侯国。

### 漢朝
前207年，刘邦攻占咸阳，鉴于“父老苦秦苛法久矣”。为了顺应民心，“约法三章”：“杀人者死，伤人及盗抵罪，余悉除去秦法。”

### 南北朝
北魏最早有《天兴律》、《神麚律》、《正平律》、《太安律》、《太和律》。太武帝神麚四年（431年）十月，诏司徒崔浩改定律令，頒行《神麚律》。正平元年（451年）六月，頒行《正平律》。文成帝太安四年（458年）頒行《太安律》。宣武帝正始元年（504年）元勰、常景、刘芳等三十余人修《正始律》二十篇。孝文帝太和十九年（495年），北魏拓跋氏根据汉律，並参考魏、晋律，创《北魏律》。由常景等撰成，共20篇。
程树德認為：“考元魏大率承用汉律，不尽袭魏晋之制”。陈寅恪《隋唐制度渊源略论稿》：“元魏之律汇集中原、河西、江左三大文化因子于一炉而冶之。”

### 隋朝
隋朝創《开皇律》，共计十二篇、五百条，可謂总结了秦國以来的刑事立法，将“五刑”规定为死、流、徒、杖、笞，取代了墨、劓、刖、宫等割裂肌肤、残害肢体的肉刑。五刑的規範，一直貫徹到清代。
隋煬帝以開皇律刑罰過重，大業二年十月詔牛弘等重修，除十惡之條。大業三年四月頒行《大業律》。大業中窮人無告，聚為盜賊。大業九年又詔為盜者籍沒其家，復轘裂、梟首、罪及九族等已明令廢止的刑罰。

### 唐朝
武德七年（624年）頒行《武德律》，共12篇500条，这是唐代第一部法典。贞观元年（627年）太宗命长孙无忌、房喬等人以《武德律》、《开皇律》為基礎，制定新的法典，十一年（637年）頒行《贞观律》。《贞观律》有12篇500条。永徽二年（651年），长孙无忌、李绩等在《贞观律》基础上修订，頒行《永徽律》十二卷。序稱：“旧律云言理切害，今改为情理切害者，盖欲原其本情，广思慎罚故也。”四年（653年）十月，高宗又下命将“疏议”分附于律文之后颁行《永徽律疏》。《永徽律疏》又称为《唐律疏议》，标志著中国古代立法达到一定的水平，“断狱者，皆引疏分析之”
贞元二年（786年）规定，“其明经举人，有能习律一部以代《尔雅》者，如帖义俱通，于本色减两选，令即日与官”。元和元年（806）有“五经、开元礼、学究、律令、明习律令”科。

### 宋朝
北宋初一度沿用《大周刑统》。建隆四年（963年），工部尚书判大理寺卿窦仪等人修订法典。是年七月完成，“付大理寺刻板摹印，颁行天下”，全称《宋建隆重详定刑统》，简称《宋刑统》，共30卷，12篇502条。
宋朝中葉以後，由於社会经济、文化的发展，颁布的法越来越多，这些法往往“朝令夕改”，“率尔颁行，既昧经常，即时更改，……烦而无信……”。宋代狱讼不断增长，南宋龙溪“县狱大概每年有大案（徒刑以上）数十件，而牒讼案件每日却可达到百余件。”宋朝设有专门修法的机构，据统计，宋代编纂大型法典达242部，其中《政和重修敕令格式》达到530卷。

### 元朝
1271年之前，使用的主要是金章宗年间颁布的《泰和律》。
元世祖至元八年十一月十五日(1271年12月18日)，元世祖忽必烈下诏建国号为“大元”，同一天下诏，禁行金朝《泰和律》。
元世祖至元二十八年五月二十一日（1291年6月18日），命中书参知政事何荣祖“以公规、治民、御盗、理财等十事辑为一书，名曰《至元新格》，命刻板颁行，使百司遵守。”《至元新格》颁行天下。
至大四年（1311年）三月，元仁宗即位，根据《至元新格》编修新法律。至治三年二月十九日（1323年3月26日），元英宗最终审定，命名《大元通制》，颁行天下。
元惠宗至正六年四月五日（1346年4月26日），《至正条格》颁行天下，《大元通制》停止使用，《大元通制》在全国范围内一共使用了23年。

### 明朝
元至正二十五年（1365年），明太祖朱元璋佔領武昌后，建立吴政权，开始著手議訂律令，编成《律令直解》。洪武元年（1368年）到三十年（1397年），又以唐律为基础，總結歷代法律施行的經驗和教訓，詳細制定制定并颁行了《大明律》，全稱《大明律集解附例》，共计7篇30卷460条。《大明律》對近代中國影響深遠，顺治三年（1646年）颁行的《大清律》，实质上不过是《大明律》的修订本。
明代除《大明律》、《问刑条例》外，還有所謂的单行法规，如《诸司职掌》、《六部条例》、《吏部条例》、《宪纲事类》、《宗藩条例》等。

## 清朝
後金人入關之前，天聪七年（1633年），遣国舅阿什达尔汉等往外藩蒙古诸部宣布钦定法令，制定了《盛京定例》。《钦定学政全书》卷二八《季考月课》记，雍正七年（1729）议准：“律例内刑名、钱谷各条，无不具备，乃莅政临民之要务，士子允宜奉为章程，预先学习，以为他日敷政之本。应令各省学政转饬各学教官，每当月课、季考之次日，将《大清律》与之讲解。但律文繁多，士子平日讲习经书，势难逐条遍读，应将律内开载刑名钱谷关系紧要者，详为讲解，使之熟习淹贯，预识政治之要。”
乾隆五年（1740年）完成《大清律例》，颁行天下。《大清律例》是以《大明律》为基礎，是中国傳統法典的最後集大成之作。
康熙朝仿效《明会典》编定《清会典》。乾隆二十七年（1762年）續纂《清会典》。
清末冯桂芬说“例之大纲尚不失治天下之宗旨，至于条目愈勘愈细，……遂与宗旨大相背谬”。
清末以后，以龚自珍、包世臣、魏源、林则徐为首的改革派，首先提出变法图强。洪秀全作为农民领袖，提出《天朝田亩制度》以及男女平等。太平天国后期一领导人洪仁玕撰写《资政新编》，首提雇佣、国际贸易。列强入侵，以康有为、梁启超、谭嗣同、严复为首的改良派以孟德斯鸠的三权分立为武器，热衷学习西方。以孙中山为首、黄兴、章太炎为代表的革命派，受林肯总统民有、民治、民享的思想影响，提出三民主义。政权方面，洋务派代表李鸿章、张之洞、刘坤一提倡中学为体、西学为用。1902年慈禧下诏，沈家本主修《刑事民事诉讼法》、《大清新刑律》，但遇礼教派领袖劳乃宣的抨击。结果是沈家本退让，但儒家的正统思想终因西方资本主义学说的强势而被瓦解。

## 中華民國
1912年3月11日公布《中华民国临时约法》，共7章56条。
1913年10月31日完成《中华民国宪法草案》，共11章113条。
1946年11月，召开国民大会，12月25日通过《中华民国宪法》，1947年1月1日公布，12月25日施行。1991年起中華民國台灣地區經七次增修，參見中華民國憲法增修條文。

## 中華人民共和國
1954年通过《中华人民共和国宪法》，其后經過四次修憲。

## 著名法学家、思想家
- 李斯
- 贾谊
- 路温舒
- 桑弘羊
- 桓谭
- 王符
- 崔寔
- 仲长统
- 荀悦
- 曹操
- 诸葛亮
- 傅玄
- 刘颂
- 葛洪
- 王猛
- 李世民
- 魏徵
- 陆贽
- 韩愈
- 白居易
- 吕温
- 范仲淹
- 王安石
- 陈亮
- 欧阳修
- 苏轼
- 曾布
- 耶律楚材
- 朱元璋
- 王守仁
- 张居正
- 李贽
- 章太炎
- 杨度
- 伍庭芳
- 王世杰
- 程树德
- 江庸
- 白鹏飞
- 杨鸿烈

## 当代的法学人物
- 董必武
- 沈钧儒
- 李木庵
- 陈瑾昆
- 张志让
- 周鲠生
- 戴修瓒
- 徐谟
- 何思敬
- 蔡枢衡
- 陈体强[19]
- 彭真
- 张友渔
- 钱端升
- 史良
- 潘念之
- 陈守一
- 李浩培
- 李世光
- 梅汝璈
- 倪征燠
- 韩德培
- 王铁崖
- 丘宏达
- 吴经熊
- 陈弘毅
- 王贵国
- 郑成思
- 王澤鑑
- 黃源盛
- 陳新民
- 蘇永欽
- 陳長文
- 吳庚
- 陳敏
- 賴英照
- 江平